# Mejë
Mejë (serb. Мея, Meja) – wieś w Kosowie, w regionie Djakowica, w gminie Djakowica.
Według danych szacunkowych na rok 2011 liczyła 4 888 mieszkańców.